# Claudio Reyna
Claudio Alejandro Reyna (ur. 20 lipca 1973 w Livingston) – piłkarz amerykański występujący na pozycji rozgrywającego. Poprzednio piłkarz takich klubów jak Bayer 04 Leverkusen, VfL Wolfsburg, Rangers, Sunderland A.F.C. i Manchester City, New York Red Bulls. Wyróżniał się dobrym przeglądem pola, precyzją podania. W 2008 zakończył karierę sportową.

## Początki
Claudio urodził się 1973 roku, 20 lipca w Livingston, w stanie New Jersey, jego ojciec ma argentyńskie pochodzenie a matka portugalskie.
Jako junior grał w szkolnej drużynie Saint Benedict’s Preparatory School, która była niepokonana, wygrywając 65 meczów. Następnym krokiem był college University of Virginia, w roku 1993 otrzymał nagrodę najlepszego zawodnika „Gatorade National Player of the Year”.

## Kariera klubowa
Jego pierwszym profesjonalnym klubem był Bayer 04 Leverkusen, miał wtedy 21 lat, jednak w pierwszym jego sezonie nie rozegrał nawet jednej minuty ligowej. W następnym sezonie uzbierał już 21 spotkań. Kolejny sezon znowu był nieudany, ponieważ Amerykanin prawie nie grał, dlatego został wypożyczony do VfL Wolfsburg. Wypożyczenie okazało się dobrym ruchem dla Claudio, stał się jednym z najważniejszych zawodników, a nawet zdarzało mu się zakładać opaskę kapitana. Spędził tam dwa sezony, notując 6 bramek i 4 asysty w lidze, oprócz tego jego pamiętnym meczem było spotkanie z Bayernem Monachium, gdzie zdobył bramkę i asystę, po wyniku 2-2 odbyła się seria karnych, jednego z nich Reyna spudłował i jego klub odpadł.
Jego występom przyglądał się Rangers Glasgow, który ściągnął pomocnika. W sezonie 1999/00 zdobywając puchar Szkocji i tytuł ligi, deklasując Celtic przewagą 21 punktów. W pucharze także nie mieli sobie równych w półfinale ograli Ayr United 7-0, a w finale Aberdeen 4-0. W obydwu meczach Reyna zagrał pełne 90 minut. Kolejnym plusem był debiut w Lidze Mistrzów. Amerykanin miał kluczowy wpływ na zakwalifikowanie się do fazy grupowej. W pierwszym meczu fazy play-off rozgrywanym z Parmą zdobył drugą bramkę pokonując Gianluigi’ego Buffona i wygrywając ostatecznie 2-0. Kolejny sezon nie był już tak udany jak poprzedni, ponieważ nie udało się obronić tytułów, postanowił przejść do Sunderlandu. Reyna dobrze się spisywał i udało się utrzymać na 17. miejscu. W większości kolejnego sezonu był kontuzjowany i jego brak dał się odczuć drużynie, która spadła do drugiej ligi. Reyna zdecydował ciągle grać w pierwszej lidze i wylądował w Manchesterze City. Rozegrał tam najwięcej meczów ze wszystkich swoich klubów, a na końcu wrócił do ojczyzny, konkretnie New York Red Bulls i tam zakończył karierę.

## Kariera reprezentacyjna
Zadebiutował w towarzyskim meczu przeciwko Norwegii, pół roku później mógł spełnić swoje marzenie, grając na Mistrzostwach Świata i to w rodzinnym kraju. Dostał powołanie, lecz nie zagrał nawet minuty ze względu na kontuzję. Na kolejny mundial we Francji pojechał, rozgrywając wszystkie możliwe minuty jednak wszystkie mecze były przegrane. Pocieszeniem mogły być mecze towarzyskie, w jednym z nich rok później USA pokonało Niemcy 3-0 co było wielkim zaskoczeniem, Claudio zdobył bramkę i zagrał cały mecz, następnym był mecz z Argentyną także niespodziewanie wygrany 1-0. Podczas towarzyskiego turnieju w roku 2000 „U.S. Cup” zdobył pierwsze miejsce. W roku 2002 wystąpił na mundialu w Korei i Japonii, w pierwszym wygranym meczu z Portugalią 3-2 nie wystąpił, jednak w kolejnych 1-1 z Koreą Południową i przegranym z Polską 1-3 wystąpił. Udało się wyjść z grupy, a w 1/16 finału przeciwnikiem był derbowy rywal Meksyk. Przy zdobyciu pierwszej bramki pokazał się genialną akcją indywidualną, podając do Wolffa, który zgrał do McBride’a zdobywając bramkę na 1-0. Poza tym Reyna odegrał kluczową rolę w defensywie i przy rozegraniu piłki. Cały mecz był bardzo zacięty, zakończył się ostatecznie zwycięstwem 2-0. W ćwierćfinale Amerykanie zmierzyli się z Niemcami, podczas tego spotkania doszło do wielkiej kontrowersji. Torsten Frings zablokował piłkę wpadającą do bramki ręką, sędzia jednak nie wskazał jedenastki. Przegrali swój mecz 1-0, był to kolejny świetny występ „Kapitana Ameryki” i został uznany za zawodnka meczu, a także znalazł się w drużynie turnieju. Ostatnimi mistrzostwami były Mistrzostwa w Niemczech 2006 roku, z których Amerykanie odpadli w fazie grupowej, udało się jednak wywalczyć remis z triumfatorami imprezy – Włochami. Po tych zawodach zakończył karierę reprezentacyjną.
Ze względu na długoletnią rolę kapitana, często był nazywany „Kapitanem Ameryką”. Oprócz 4 mundiali wystąpił dwukrotnie na Igrzyskach olimpijskich w 1992 i 1996 roku.

## Styl gry
Wszechstronny zawodnik, co pozwalało mu grać wszędzie linii pomocy, a nawet na boku obrony. Słynął z kontroli środka pola, orientacja, precyzja podań i ustawianie się były na świetnym poziomie, rozgrywał piłkę zwykle dosyć daleko od pola karnego przeciwnika. Często popisywał się kreatywnymi podaniami ze środka boiska, przed szesnastkę. Był także całkiem utalentowany defensywnie i zwykle skupiał się bardziej na bronieniu niż atakowaniu.

## Nagrody
- Liga Szkocji 1999/00
- Puchar Szkocji 1999/00
- Zespół Gwiazd na Mistrzostwach Świata 2002
- Amerykański piłkarz roku 2000
- Zawodnik roku w College’u 1993